# أرت يونغ
أرت يونغ (بالإنجليزية: Art Young)‏ هو صحفي أمريكي، ولد في 14 يناير 1866 في أورنجفيل في الولايات المتحدة، وتوفي في 29 ديسمبر 1943 في نيويورك في الولايات المتحدة.

## وصلات خارجية
- أرت يونغ على موقع الموسوعة البريطانية (الإنجليزية)